# Galva (Iowa)
Galva és una població dels Estats Units a l'estat d'Iowa. Segons el cens del 2000 tenia 368 habitants.

## Demografia
Segons el cens del 2000, Galva tenia 368 habitants, 164 habitatges, i 115 famílies. La densitat de població era de 222 habitants/km².
Dels 164 habitatges en un 25% hi vivien nens de menys de 18 anys, en un 65,9% hi vivien parelles casades, en un 3,7% dones solteres, i en un 29,3% no eren unitats familiars. En el 27,4% dels habitatges hi vivien persones soles el 16,5% de les quals corresponia a persones de 65 anys o més que vivien soles. El nombre mitjà de persones vivint en cada habitatge era de 2,24 i el nombre mitjà de persones que vivien en cada família era de 2,71.
Per edats la població es repartia de la següent manera: un 20,1% tenia menys de 18 anys, un 7,1% entre 18 i 24, un 21,5% entre 25 i 44, un 20,7% de 45 a 60 i un 30,7% 65 anys o més.
L'edat mediana era de 46 anys. Per cada 100 dones de 18 o més anys hi havia 98,6 homes.
La renda mediana per habitatge era de 30.577 $ i la renda mediana per família de 33.438 $. Els homes tenien una renda mediana de 26.250 $ mentre que les dones 17.000 $. La renda per capita de la població era de 24.062 $. Entorn del 5,4% de les famílies i el 6,6% de la població estaven per davall del llindar de pobresa.

## Poblacions més properes
El següent diagrama mostra les poblacions més properes.